# Lichtenhagen (Rostock)
Der im Nordwesten von Rostock gelegene Ortsteil Lichtenhagen wurde von 1972 bis 1976 gebaut und galt in den 1970er und 1980er Jahren in der DDR als ein Musterbeispiel für einen gelungenen Städtebau.

## Geschichte
Das Neubaugebiet wurde nach dem kleinen in der Nähe gelegenen Dorf Lichtenhagen benannt. Im Westen des Ortsteils liegt die Haussiedlung Klein-Lichtenhagen. Auf dem Gebiet des heutigen Ortsteils entstand 1942 eine Siedlung aus einfachen hölzernen Ein- und Zweifamilienhäusern, die zu ihrer Entstehungszeit Holzhaussiedlung genannt wurde und zur Unterbringung von Technikern der Arado-Flugzeugwerke diente.

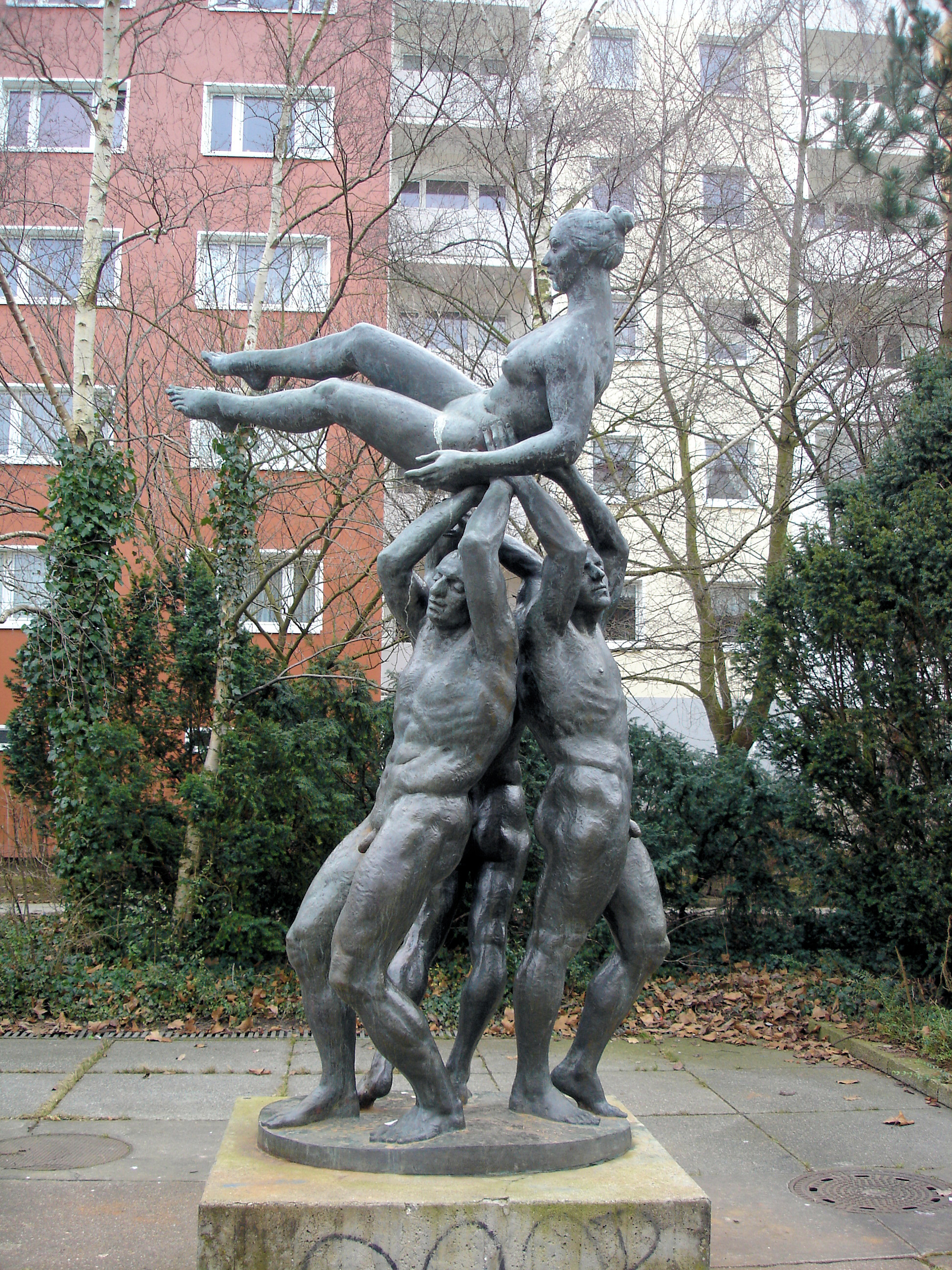
Skulptur auf dem Lichtenhäger Brink

Die Großwohnsiedlung in Großplattenbauweise entstand zwischen 1971 und 1976. Gebaut wurden viele Fünfgeschosser sowie zu Beginn der 1980er Jahre als Lückenbebauung drei Hochhäuser (darunter das Sonnenblumenhaus). Es entstanden 6.925 Wohnungen für rund 18.000 Einwohner. Die Straßenzüge bilden meist rechteckige Karrees und wurden nach bedeutenden Rostocker Nachkriegspolitikern benannt. Mit der politischen Wende 1990 wurden sämtliche Straßen umbenannt und erhielten Namen von norddeutschen Kleinstädten.
Weltweit erregte der Ortsteil Aufmerksamkeit mit den Ausschreitungen in Rostock-Lichtenhagen im August 1992, wobei es zu den massivsten rassistischen Ausschreitungen der deutschen Nachkriegsgeschichte kam.

## Architektur
Für den Entwurf dieses Ortsteils und weiterer Ortsteile war der Rostocker Chefarchitekt Christoph Weinhold verantwortlich. Trotz rationell-industrieller Bauweise erhielt jeder Ortsteil des Typs Großwohnsiedlung in Rostock ein charakteristisches Gepräge.

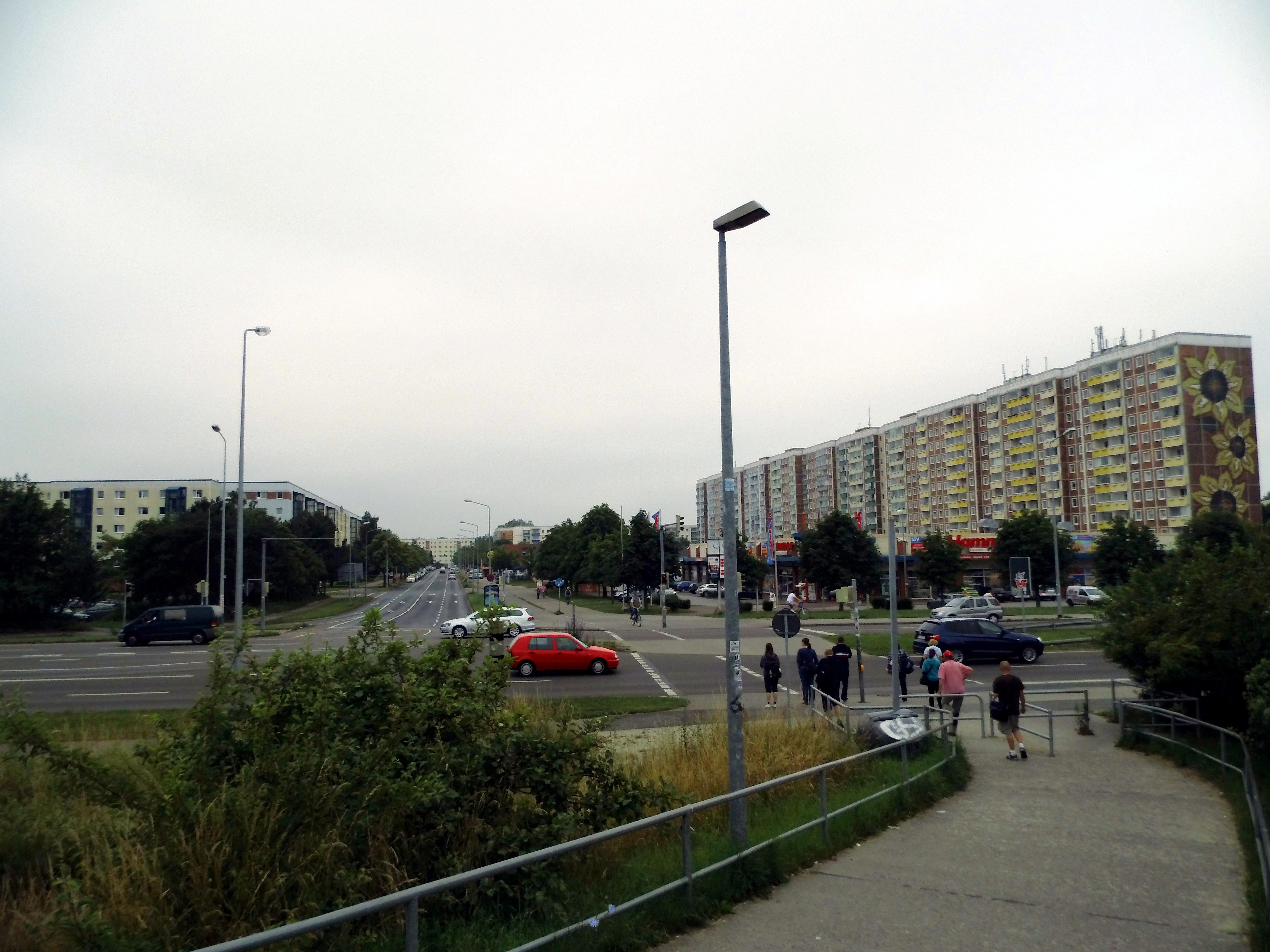
Lichtenhagen an einer zentralen Kreuzung (rechts das Sonnenblumenhaus)

Die Fußgängerzone Lichtenhäger Brink bildet den Mittelpunkt dieses Ortsteils. Anders als in anderen, für die Plattenbauarchitektur der früheren DDR typischen Neubauvierteln, wurde mit dem „Brink“ jedoch ein eher ungewöhnliches Kleinod geschaffen – anstelle der üblichen geraden, breiten Straßenzüge oder Einkaufspassagen (sog. Magistralen), wird dieser von vielen Gärten, Brunnen und verwinkelten Ecken bestimmt.
Kennzeichnend für den Rostocker Plattenbau ab etwa 1970, erstmals in Lütten Klein zu sehen, war die Verwendung von Fassadenelementen mit Keramikplatten, die an Ziegelmauerwerk (Rotklinker) erinnern und Bezug auf die in der Region typische Bauweise nehmen. Auch in Lichtenhagen wurden derartig gestaltete Platten verwendet. Besonders aufwändig gestaltet war die Fassade (Stirnseite) des Sonnenblumenhauses. Mit der Modernisierung der Plattenbauten nach der Wende ging deren ursprünglicher Eindruck vielfach verloren, allerdings wurde das ganze Stadtviertel auch farbiger.
Waren die Wohnblocks in Lichtenhagen rechtwinklig zu Höfen zusammengesetzt, bildeten sie im anschließend gebauten Schmarl eher runde Formen und im danach erbauten Groß Klein lange Blöcke mit schrägen Winkeln > 90°. Auch die Gestaltung der Fensterteilung, der Eingangsbereiche und der Balkone wich in den einzelnen Plattenbaugebieten gezielt ab. Die Nachverdichtungen – Mitte der 1980er Jahre  in Plattenbauweise errichtete Wohnhäuser – in Lichtenhagen zeigen daher das Bild der Plattenbauten von Dierkow. In Lichtenhagen wurden auch sogenannte „Ecklösungen“ gebaut, kleine, eingeschossige Plattenbauten, die in die rechten Winkel der fünfgeschossigen Wohnblöcke hineingesetzt wurden. Diese beherbergten verschiedene Versorgungseinrichtungen wie Kneipen oder Friseurgeschäfte.

## Bildung und Soziales
Gleichzeitig mit dem Fortschritt der Wohnbebauung entstand eine Reihe von Schulen mit Sporthallen im nördlichen und südlichen Außenbereich von Lichtenhagen. Die Kindertagesstätten, jeweils mit Kinderkrippe und Kindergarten, wurden dagegen in die Höfe gebaut, die sich durch die Karree-Anordnung der Wohnbauten ergaben.
Daneben wurden einige Bildungseinrichtungen in Lichtenhagen konzentriert, womit über das normale Maß der Großwohnsiedlungen hinaus, auch Arbeitsplätze im Wohngebiet entstanden, wegen der Branchen überwiegend für Frauen.
1981 wurde der Neubau des Kinderheims eröffnet, der damals eine Kapazität von 160 Plätzen hatte.
Die Heime der Jugendhilfe in der DDR gehörten zum Ministerium für Volksbildung bzw. zu den Abteilungen Volksbildung mit den Referaten Jugendhilfe/Heimerziehung auf Bezirks- und Kommunalebene. Nach der Wende wurde die Einrichtung vom Arbeiter-Samariter-Bund übernommen und besteht bis heute. 1982 entstand ein weiteres Heim mit der Zielgruppe geistig behinderte Kinder und Jugendliche mit 136 Plätzen. Diese Heime gehörten in der DDR zum Gesundheitswesen.
Nahe am Wohngebiet wurde 1975 das Institut für Lehrerbildung gegründet. Dieses war eine von mehreren gleichartigen Einrichtungen in der DDR. Hier erfolgte die Ausbildung der Unterstufenlehrer (heutige Bezeichnung: Grundschullehrer). Für Unterstufenlehrer war in der DDR kein Universitätsstudium vorgesehen. Nach 1990 wurden die Gebäude für die neue Nutzung durch die juristische Fakultät der Universität Rostock umgebaut.
Eine weitere Bildungseinrichtung wurde mit der Medizinischen Fachschule Rostock im Jahr 1978 eröffnet. Angeschlossen war ein Wohnheim mit 400 Plätzen, das in etwa die Kapazität wiedergeben dürfte. In dieser Fachschule erfolgte die Ausbildung medizinischer Fachkräfte, u. a. Krankenschwestern. Die medizinische Fachschule besteht bis heute (2016).
Durch die Vielzahl an Bildungseinrichtungen standen den Kindern und Jugendlichen von Lichtenhagen eine Reihe von Freizeitmöglichkeiten zur Verfügung, für die sich die Studierenden engagierten, indem entweder in den Bildungseinrichtungen selbst oder in den Schulen am Nachmittag Arbeitsgemeinschaften mit einem breiten Spektrum angeboten wurden.
Im südlichen Bereich, vor 1990 zu Lütten Klein gerechnet, wurde die Bezirksparteischule der SED gebaut. Das Gelände wurde nach 1990 teilweise neu bebaut, beherbergt heute die Polizei und gehört nun zu Lichtenhagen.

## Einwohnerentwicklung
Ende 1988 erreichte die Einwohnerzahl in Lichtenhagen mit 20.276 ihren Höchststand. Wie in fast allen Ortsteilen Rostocks ging diese bis 2002 kontinuierlich zurück, konnte danach aber u. a. durch den Bau neuer Wohnungen vorwiegend in Ein- und Zweifamilienhäusern westlich der Schleswiger und Sternberger Straße gehalten werden. Zum Jahresende 2009 waren 13.506 Einwohner mit Hauptwohnsitz gemeldet. Ein neuerlicher Zuwachs an Einwohnern wurde 2011 bis 2013 durch das Neubaugebiet Auf dem Kalveradd mit etwa 200 Grundstücken westlich der Mecklenburger Allee erreicht.
Am 31. Dezember 2019 lebten in Rostock-Lichtenhagen insgesamt 1626 Einwohner mit Migrationshintergrund, unter ihnen waren 1051 ausländische Staatsbürger. Damit hatten 11,5 % der Einwohner in Lichtenhagen einen Migrationshintergrund, der Anteil der Ausländer an der migrantischen Bevölkerung betrug 64,6 %. Die gesamte Stadt Rostock hatte zum gleichen Zeitpunkt einen Migrantenanteil von 10,7 %; der Wert für Lichtenhagen liegt somit in einem für Rostocker Verhältnisse durchschnittlichen, für bundesdeutsche Verhältnisse (Anteil 2019: 26,0 %) jedoch deutlich unterdurchschnittlichen Bereich.

## Verkehr
Der 1974 eröffnete Haltepunkt Rostock-Lichtenhagen liegt an der Bahnstrecke Neustrelitz–Warnemünde
Hier halten die Züge der S-Bahn Linien S1, S2 und S3 nach Warnemünde und in Gegenrichtung nach Rostock Hauptbahnhof und Güstrow.
Die Straßenbahnen und Linienbusse der Rostocker Straßenbahn AG verbinden Lichtenhagen mit Warnemünde und Diedrichshagen an der Ostsee, Lütten Klein, Schmarl, sowie dem Zentrum der Stadt Rostock.